# Portland Steel
Die Portland Steel waren ein Arena-Football-Team aus Portland, Oregon, das in der Arena Football League (AFL) spielte. Das Franchise wurde ursprünglich als Portland Thunder gegründet, änderte ihren Namen aber 2016 in Steel. Die Heimspiele der Mannschaft wurden im Moda Center ausgetragen.

## Geschichte

### Portland Thunder (2014–2015)
Das Franchise wurde 2014 gegründet und nahmen den Spielbetrieb 2014 auf. Gründer war Terry Emmert, ein amerikanischer Geschäftsmann, dem bereits mehrere Sportfranchises gehörten.
In den beiden Spielzeiten konnten zwar jeweils die Playoffs erreicht werden, man kam aber nie über die erste Runde hinaus.
Ende 2015 versuchte Emmert weitere potentielle Sponsoren zu akquirieren, um die Liquidität der Thunder zu sichern. Nachdem dies gescheitert war, übernahm die AFL das Franchise. Logo und Namensrechte waren aber weiterhin in Besitz von Terry Emmert, sodass die AFL eine Namensumbenennung vornehmen musste. Am 24. Februar 2016 wurden offiziell die Portland Steel vorgestellt.

### Portland Steel (2016)
Die Steel operierten nur eine Saison, in der aber die Playoffs erreicht wurden. Nichtsdestotrotz sank der Zuschauerschnitt weiterhin rapide. Mit etwas mehr als 5.000 Zuschauern pro Spiel hießen die Steel die mit Abstand wenigsten Zuschauer der ganzen Liga willkommen. Am Ende der Saison wurde verkündet, dass sich die Steel nach nur einem Jahr wieder auflösen würden.

## Saisonstatistiken
| Jahr | Team             | Liga | S | N  | Playoffs erreicht | Playoffrunde                                 |
| ---- | ---------------- | ---- | - | -- | ----------------- | -------------------------------------------- |
| 2014 | Portland Thunder | AFL  | 5 | 13 | ja                | N Viertelfinale gg. Arizona Rattlers 48:52   |
| 2015 | Portland Thunder | AFL  | 5 | 13 | ja                | N Viertelfinale gg. San Jose SaberCats 28:55 |
| 2016 | Portland Steel   | AFL  | 3 | 13 | nein              | N Viertelfinale gg. Arizona Rattlers 40:84   |

## Zuschauerentwicklung
| Jahr | Team             | Zuschauerdurchschnitt |
| ---- | ---------------- | --------------------- |
| 2014 | Portland Thunder | 8.586                 |
| 2015 | Portland Thunder | 8.290                 |
| 2016 | Portland Steel   | 5.055                 |